# Circonscription de Sinkata
La circonscription de Sinkata est une des 38 circonscriptions législatives de l'État fédéré du Tigré, elle se situe dans la Zone est. Son représentant actuel est Hailu Berha Tsaedu.